# Paulina Bazolau da Silva
Pour les articles homonymes, voir Silva.
Paulina Bazolau da Silva (née le 14 mai 2000), est une joueuse angolaise de handball évoluant au poste de gardienne de but CD Primeiro de Agosto ainsi qu'en équipe d'Angola féminine de handball.

## Carrière
Paulina Bazolau da Silva dispute le Championnat du monde jeunes féminin de handball en 2018 à Kielce ; l'Angola termine 21e sur 24 équipes.
Elle fait partie de la sélection angolaise remportant le Championnat d'Afrique des nations féminin de handball 2021 à Yaoundé.